# Stupkaiella furcata
Stupkaiella furcata är en tvåvingeart som beskrevs av Vaillant 1973. Stupkaiella furcata ingår i släktet Stupkaiella och familjen fjärilsmyggor.
Artens utbredningsområde är North Carolina. Inga underarter finns listade i Catalogue of Life.